# Клајв (Ајова)
Клајв (енгл. Clive) град је у америчкој савезној држави Ајова. По попису становништва из 2010. у њему је живело 15.447 становника.

## Демографија
Према попису становништва из 2010. у граду је живело 15.447 становника, што је 2.592 (20,2%) становника више него 2000. године.
| Група             | 2000.          | 2010.          |
| Белци             | 11.809 (91,9%) | 13.109 (84,9%) |
| Афроамериканци    | 160 (1,2%)     | 337 (2,2%)     |
| Азијати           | 370 (2,9%)     | 616 (4,0%)     |
| Хиспаноамериканци | 333 (2,6%)     | 1.166 (7,5%)   |
| Укупно            | 12.855         | 15.447         |